# مقاطعة كالهون (كارولاينا الجنوبية)
مقاطعة كالهون (بالإنجليزية: Calhoun County, South Carolina)‏ هي إحدى مقاطعات ولاية كارولاينا الجنوبية في الولايات المتحدة. ، بلغ عدد سكانها 15175 نسمة في عام 2010 حسب إحصاء مكتب تعداد الولايات المتحدة وتصل الكثافة السكانية فيها 15.4 نسمة/كم2.

## وصلات خارجية
- www.calhouncounty.sc.gov
- United States Counties